# Клан Маккваррі

Емблема (хрест) клану Маккваррі.

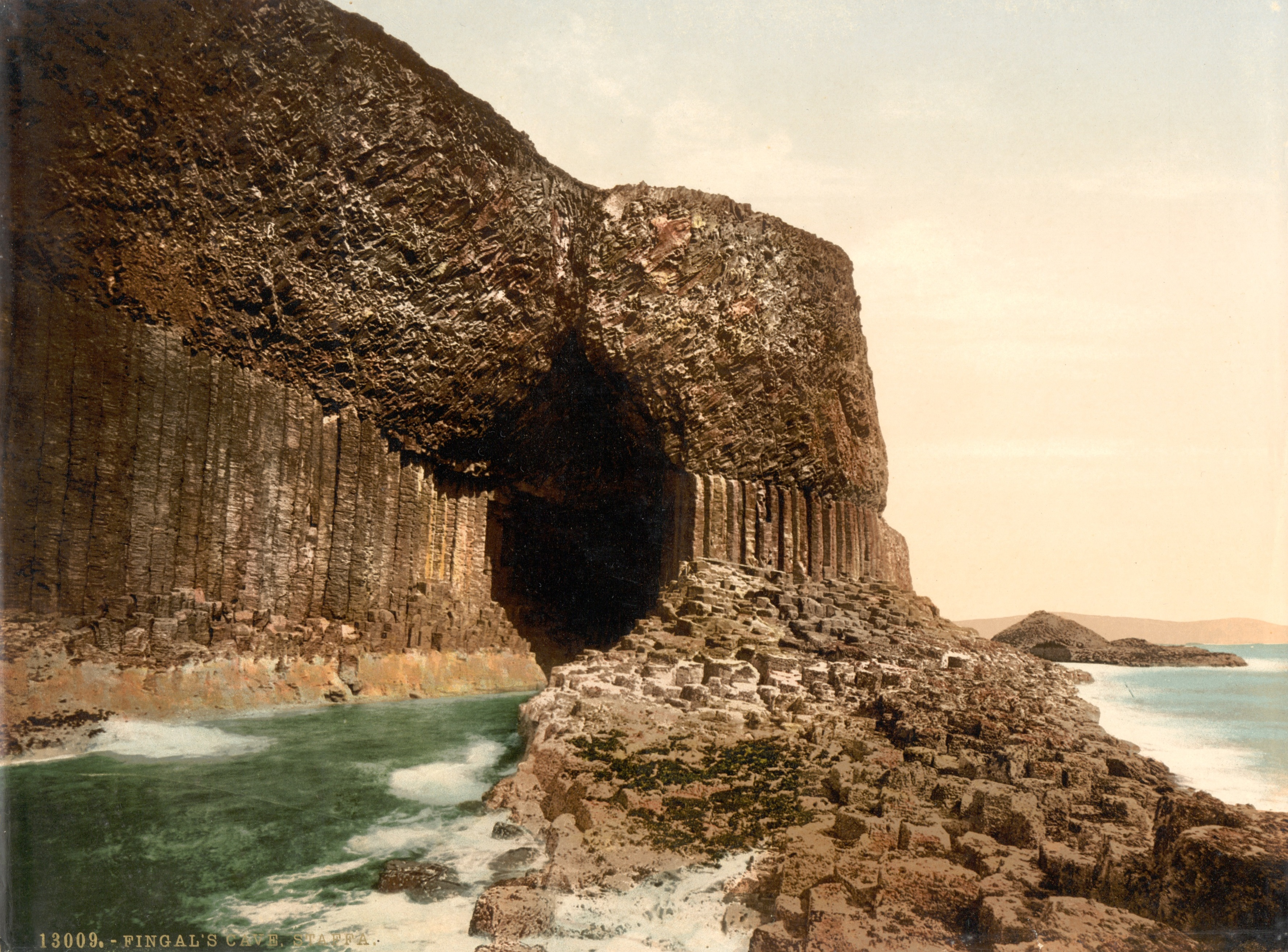
Печера Фінгала на острові Стаффа — у володіннях клану Маккваррі.

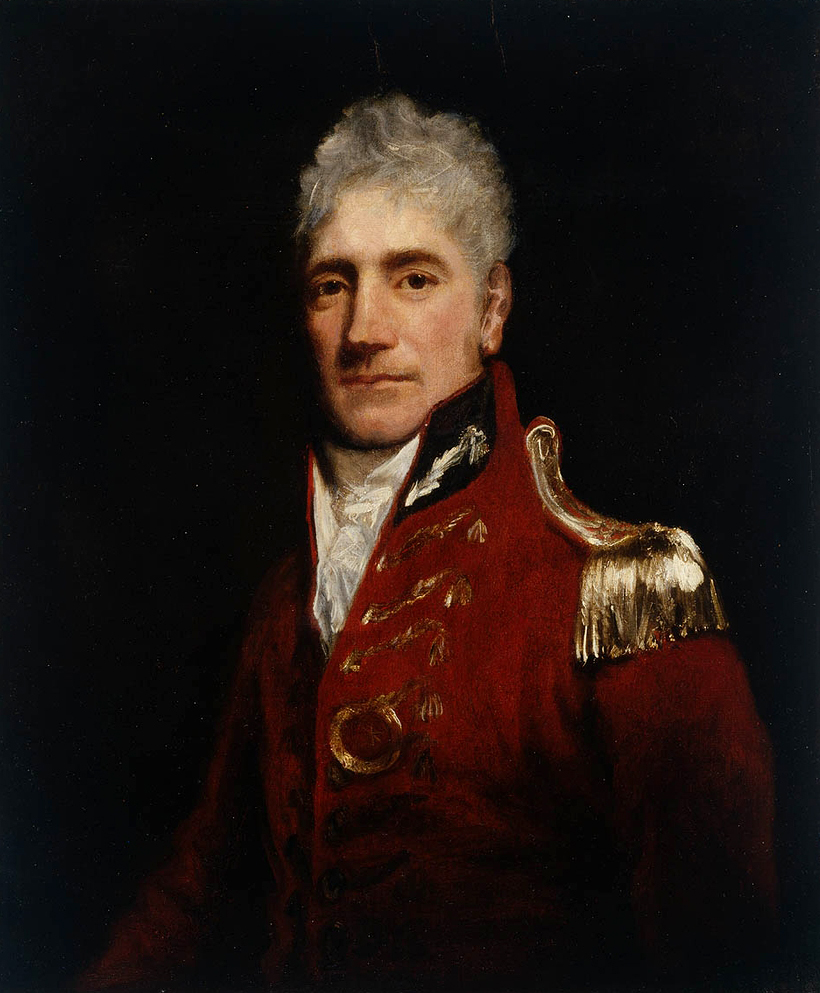
Генерал-майор Лаклан Маккваррі — «Батько Австралії».

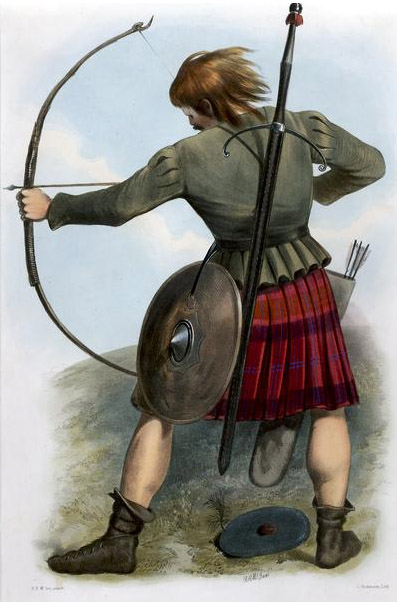
Чоловік з клану Маккваррі у традиційному одязі. Малюнок художника Р. Р. МакЯна 1845 року.

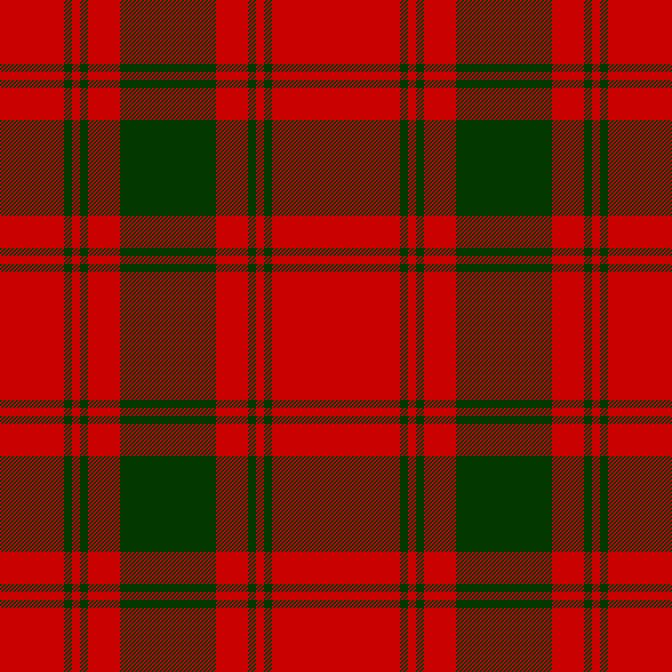
Тартан клану Маккваррі.

Клан Маккваррі (шотл. гел. Clan MacQuarrie) — один з давніх кланів гірської Шотландії (Гайленду). Клану в давнину належали землі на островах Ульва, Стаффа, Гометра, великі ділянки землі на острові Малл — острови Внутрішніх Гебрид. Первісна гельська назва клану була Мак Гвайре — Сини Гвайре. Це був один з семи кланів Шол Алпін (шотл. гел. Siol Alpin), що походять від королів ірландського королівства Дал Ріада та королів піктів. Клан Маккваррі вважається одним з чотирьох найдавніших шотландських кланів — родовід клану простежується з IX століття і ведеться від короля Кеннета мак Альпіна. Ім'я Гвайре (шотл. гел. Guaire) можна перекласти як «благородний». Гвайре — засновник клану був братом Фінгона, предка клану МакКіннон та братом Анріаса,предка клану МакГрегор.
Клан підтримав Роберта Брюса під час війни за незалежність Шотландії і брав участь у битві під Баннокбурн у 1314 році.
Девіз клану: «Turris fortis mihi Deus!» — «Бог — моя фортеця!» (лат.)
Клич клану: «An t'arm breac dearg!» — «Військо в червоному!» (гельск.)
Символ клану: гілка сосни.

## Історія клану Маккваррі
Клан Маккваррі вперше стає відомим в історичних документах як клан, що володів островом Ульва і підпорядковувався в ранньому середньовіччі Лорду Островів. В історичних документах згадується вождь клану Джон Маккваррі, що помер у 1473 році. Син Джона — Дунслафф Маккваррі був вождем клану коли Лорд Островів втратив свою владу на островах Шотландії. Клан став самостійним сильним і шанованим кланом Шотландії маючи потужного союзника — клан МакЛін. Клан підтримав заколот Домнала Дува (гельск. — Domhnall Dubh) на початку XVI століття. У 1504 році вождь клану разом з іншими вождями шотландських кланів був притягнутий до відповідальності за підтримку цього невдалого заколоту.
Під час громадянської війни на Британських островах у XVII столітті клан мав важкі втрати у битві під Інверкетін 20 липня 1651 року, де клан бився на боці короля Карла II проти військ парламенту на чолі з Джоном Ламбертом. Багато шотландців загинули в цій битві зітнувшись з дисциплінованою і добре для того часу озброєною англійською армією. Серед вбитих був вождь клану Аллан Маккваррі Ульва.
На сьогодні клан Маккваррі не має вождя. Останній вождь клану Маккваррі — Лахлан Маккваррі Ульва очолював клан коли у 1773 році Семюель Джонсон та Джеймс Босуелл відвідали острів Ульва. Лахлан мав величезні борги і змушений був продати свої землі. Потім він служив у британській армії і брав участь у війні за незалежність Сполучених Штатів Америки на боці британської армії. Він помер 14 січня 1818 року у віці 103 роки.
Останній вождь клану мав дружину Еліс МакЛін — дочку Дональда МакЛіна — V лейрда Торлойск з острова Малл. Вони мали 8 дітей — чотири сини і чотири дочки. Троє його синів служили в британській армії і загинули не лишивши нащадків. Його третій син — Дональд народився близько 1745 року. У липні 1761 року він став молодшим прапорщиком британської армії. Після звільнення з армії він переїхав до Ліверпуля і 28 жовтня 1790 року одружився з Мартою Лі у церкві святого Миколи у Ліверпулі. Вони мали одну дочку. Ці записи були знайдені серед паперів підполковника Чарльза Маккваррі. Також згадується, що Дональд мав справи у морській торгівлі.
Дочка Дональда, внучка Лахлана Маккваррі — XVI вождя клану носила ім'я Агнеса Маккваррі. Вона була одружена 28 січня 1816 року в Свято-Троїцькій церкі в Ліверпулі з капітаном Вільямом Денсоном — капітаном корабля «Френсіс», що був названий на честь його матері, пізніше він був капітаном корабля «Тайсб». Запис про їх шлюб був опублікований в газеті «Monthly Magazine» випуск 41 за 1816 рік. 6 квітня 1824 року корабель «Тайсб» відплив з Ліверпуля в Квебек і затонув в океані. Капітан Вільям Денсон, його дружина Агнеса та їх четверо дітей загинули у цій катастрофі. Але їх дочка Тісб, що народилася в морі і була названа на честь корабля, вижила, її нащадки живуть у США та Великій Британії.
Дональд Маккваррі помер у Ліверпулі у віці 75 років і був похований там же 10 червня 1821 року. Його дружина Марта померла у віці 71 рік і була похована 16 грудня 1827 року.
Велика частина стародавнього родового майна була викуплена генерал-майором Лахланом Маккваррі, братом підполковника Чарльза Маккваррі і губернатором Нового Південного Уельсу. На його честь були названі Порт-Маккуорі та острів Маккуорі в Тихому океані,і також озеро і маяк в Австралії.
Сьогодні по всьому світу живе чимало людей з клану Маккваррі. Але клан не має вождя, бо рід вождів клану урвався.

## Англійські варіанти назви клану та фамілії, що походять від клану Маккваррі
MacQuarrie, MacQuarie, MacQuary, MacQuarry, McQuarrie, McQuarie, McQuary, McQuarry, McQueary, McQuerry, M'Quarrie, M'Quarie, M'Quary, M'Quarry, MacQuery, MacQuore, MacQuorie, MacQuorrie, MacQewry, McQuery, McQuore, McQuorie, McQuorrie, McQewry, M'Query, M'Quore, M'Quorie, M'Quorrie, M'Qewry, MacQuire, McQuire, MacQuaire, MacQuairie, MacQuhirrie, McQuharrie, McQuhurrie, McQuhore, McQuhorre, MacQuhirr, M'Quhoire, M'Quhury, M'Quhurrie, M'Quhurie, M'Quhyrry, M'Quhirrich, M'Qwhyrrcht, Makquhurrie, Makquhory, Makquharry, Makquhary, Makquharie, Makquyre, Makquoyrie, Quarry, MacWharrie, MacWharrey, Wharrey, M'Worich, M'Warie, M'Vorich, Makwidy, Wharrie, M'Coirry, M'Corry, McCwerie, McCrary, McCreary, Makcory, Makcorry, Makcurre, M'Rore, MacGuaidhre, MacGuarie, MacGorrie, MacGorry, McGorre, M'Goyre, M'Gourie, M'Gowry, M'Geir, Gorey, MacGurrie, MacGurr, Gurr, MacGuaire, MacGuire, MacGuire, MacGwyer, MacGwier, McGuaire, McGuire, McGuire, McGwyer, McGwier, M'Guaire, M'Guire, M'Guire, M'Gwyer, M'Gwier, Maguier, MacGeir

## Септи клану Маккваррі
- MacCorrie
- MacCorry
- MacGorry
- MacGorrie
- MacGuarie
- MacGarry
- MacGuire
- MacQuaire
- MacQuarie
- McQueary
- MacQuhire
- MacQuire
- Quarry
- Wharrie

## Предки клану Маккваррі
- Кеннет I Мак Альпін (844–859) — перший король королівства Шотландія.
- Принц Грегор Мак Альпін — його нащадки прийняли прізвище Мак Горрі.
- Дунгаллус Мак Горрі — одружився з Спонтане — дочкою короля Ірландії.
- Гварі (Годфрі) Мак Горрі — засновник клану.
- Дональд Мак Горрі (?—1216) — одружився з норвезькою принцесою.
- Кормак Мор Мак Горрі (?—1249)
- Аллан Мак Горрі (?—1263) — одружився з ірландською принцесою, був вбитий у битві під Ларгс.

## Вожді клану Маккваррі
- Гектор Мак Горрі (? — 1300) — одружився з Фінволе — дочкою Джилліна — засновника клану МакЛін. У час його вождівства клан прийняв назву Маккваррі.
- Горрі (Годфри) Мак Кваррі (? — 1340) — одружився з Меріан з ірландського клану Мак Гвайр.
- Джон (Ян) Мак Кваррі (? — 1370) — одружився з Джильс — дочкою Мак Торквела — нащадком шведського короля Олафа.
- Лахлан Мак Кваррі (? — 1400) — одружився з Христиною, дочкою Джона МакГрегора.
- Гектор Мак Кваррі (? — 1430) — одружився з Маргарет, дочкою МакНейла Саррі.
- Джон Мак Кваррі (? — 1473) — одружився з дівчиною з ірландського клану МакГвайр.
- Данслафф Маккваррі (? — 1505)
- Дональд Маккваррі (? — 1520) — одружився з дівчиною з клану МакДональд.
- Гектор Маккваррі (? — 1560) — одружився з дочкою МакНейла Тініш.
- Дональд Маккваррі (? — 1580) — одружився з Христиною, дочкою Лахлана МакЛіна.
- Джіллеспі Маккваррі (? — 1609)
- Аллан Маккваррі (? — 1651)
- Лахлан Маккваррі (? — 1700)
- Дональд Маккваррі — одружився з Маргарет МакЛін.
- Джон Маккваррі — одружився з Флорою МакЛін.
- Лахлан Маккваррі (1715–1818) — останній вождь клану, одружився з Елліс, дочкою Дональда МакЛіна, помер у віці 103 роки.

Нині клан не має вождя.